# Dakota Blue Richards
Pour les articles homonymes, voir Blue et Richards.
 (décembre 2023).
Si vous disposez d'ouvrages ou d'articles de référence ou si vous connaissez des sites web de qualité traitant du thème abordé ici, merci de compléter l'article en donnant les références utiles à sa vérifiabilité et en les liant à la section « Notes et références ».

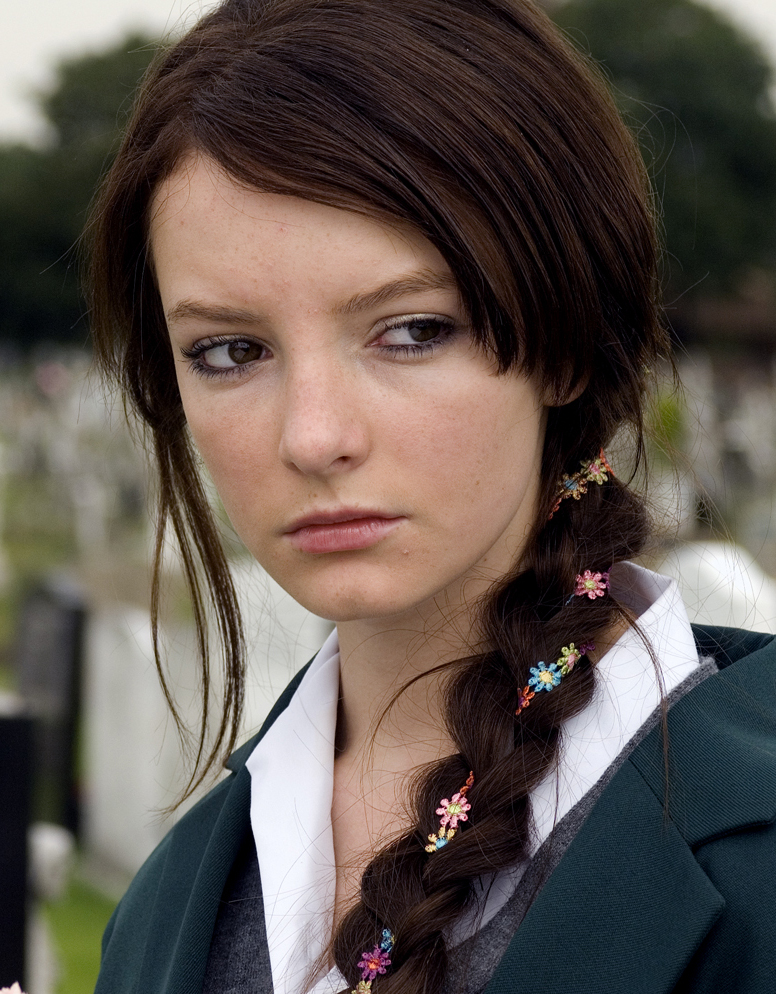
Dakota Blue Richards en 2008 dans le rôle d'Avril dans le film Dustbin Baby.

Dakota Blue Richards, née le 11 avril 1994 à South Kensington, à Londres au Royaume-Uni, est une actrice britannique.

## Biographie
Sa mère est une anthropologue américaine. Après une enfance passée en Angleterre à Brighton,
et après un casting de 10 000 jeunes filles à travers l'Angleterre, Dakota Blue Richards a été choisie à 12 ans pour incarner le rôle principal de Lyra Belacqua dans le film À la croisée des mondes : La Boussole d'or, tiré du livre Les Royaumes du Nord, de la saga écrite par Philip Pullman. L'actrice fait alors ses premiers pas au cinéma devant la caméra de Chris Weitz, partageant l'écran avec Daniel Craig, Nicole Kidman et Eva Green.
Un an plus tard, Dakota est à l'affiche d'un autre film fantastique, Le Secret de Moonacre, du réalisateur hongrois Gabor Csupo, pour le rôle principal de Maria Merrywheather.
À la télévision, elle apparaît aussi dans la 3e génération de la série britannique Skins, en 2011 et 2012, lors de la diffusion de la 5e saison.

## Filmographie

### Cinéma

#### Longs métrages
- 2007 : À la croisée des mondes : La Boussole d'or (The Golden Compass) de Chris Weitz : Lyra Belacqua
- 2008 : Le Secret de Moonacre (The Secret of Moonacre) de Gabor Csupo : Maria Merryweather
- 2013 : The Fold de John Jencks : Eloise Ashton
- 2014 : The Quiet Hour de Stéphanie Joalland : Sarah
- 2016 : ChickLit de Tony Britten : Zoe

#### Courts métrages
- 2009 : Five Miles Out de Andrew Haigh : Cassey
- 2014 : Girl Power de Benjamin Bee : Cassey

### Télévision

#### Séries télévisées
- 2011-2012 : Skins : Francesca (Franky) Fitzgerald (18 épisodes)
- 2013 : Lightfields : Eve (5 épisodes)
- 2016 : Les Enquêtes de Morse (Endeavour) : Shirley Trewlove (7 épisodes)
- 2019 : Beecham House : Margaret Osborne (6 épisodes)

#### Téléfilm
- 2008 : Dustbin Baby de Juliet May : April

## Théâtre
- 2014 : Arcadia : Thomasina Coverly
- 2015 : Un tramway nommé Désir (A Streetcar Named Desire) : Stella Kowalski
- 2017 : What the Butler Saw mise en scène de Joe Orton : Geraldine Barclay